# 城峯公園
城峯公園（じょうみねこうえん）は、埼玉県児玉郡神川町にある公園。紅葉と同時に桜が咲き、「冬桜」として知られている。冬桜のライトアップやイルミネーションを鑑賞する観光客で賑わう。

## 概要
埼玉県立上武自然公園区域の神流湖を見下ろす高台に位置する。1973年（昭和48年）に旧児玉郡神泉村が建設した。関東ふれあいの道のコースにも選定されている。園内には晩秋から初冬にかけて咲く500本の冬桜が植樹され、開花期に冬桜まつりが開催される。

## 所在地
- 埼玉県児玉郡神川町矢納1277

## アクセス
本庄駅南口より朝日バス、「神川町神泉総合支所」バス停乗り換え、当バス停より神川町営バス、「城峯公園前」バス停下車。